# سزاری ویلک
سزاری ویلک (انگلیسی: Cezary Wilk؛ زادهٔ ۱۲ فوریهٔ ۱۹۸۶) بازیکن سابق فوتبال اهل لهستان است که در پست هافبک دفاعی بازی می‌کرد.
وی همچنین در تیم‌های ملی فوتبال زیر ۲۱ سال لهستان، تیم فوتبال المپیک لهستان و لهستان بازی کرده‌است.